# 17 avril 1965
Le samedi 17 avril 1965 est le 107e jour de l'année 1965.

## Naissances
- Aleksandr Barkov, joueur professionnel russe de hockey sur glace
- Chuck Biscuits, batteur américain
- Elvis Antoine, joueur de football mauritanien
- Ermes Blarasin, acteur américain
- Kent Paynter, joueur canadien de hockey sur glace
- Vincent Dion Stringer, chanteur baryton américain
- William Delannoy, maire de Saint-Ouen depuis 2014
- William Mapother, acteur américain

## Décès
- Aimée Antoinette Camus (née le 1er mai 1879), biologiste, lauréate de l'Académie des sciences
- Georges Wague (né le 14 janvier 1874), mime, pédagogue et un acteur de cinéma muet français
- Joanny Berlioz (né le 7 juillet 1892), personnalité politique française
- Joseph Canal (né le 4 octobre 1866), haut fonctionnaire français